# Villarreal Club de Fútbol
O Villarreal Club de Fútbol, também conhecido como submarino amarelo, é um clube de futebol espanhol, da cidade de Villarreal, na Província de Castellón. Foi fundado em 10 de março de 1923 e participa atualmente da Primeira Divisão Espanhola.
Seu título mais importante da história foi conquistado em 2021, com a vitória da Liga Europa da UEFA em cima do Manchester United, com um placar de 1–1, depois de disputa de pênaltis terminada em 11–10.

## História
O Villarreal surgiu em 1923 com o intuito de promover o desporto emVila-real. No início, o clube, que hoje é conhecido por suas cores amarelas, adotou um uniforme com camisas brancas e bermudas pretas. A mudança para o que vigora atualmente ocorreu apenas em 1946.
No início de sua história, ficou marcado por tentar, sem sucesso, o acesso à Segunda Divisão Espanhola.
Depois da paralisação de três anos no fim da década de 1930, devido à Guerra Civil Espanhola, o clube acabou caindo para a divisão inferior, abaixo da terceira nacional.
O acesso à segunda divisão só viria nos anos 1970, mas não duraria muito. O clube subiu em 1970/71, e logo no ano seguinte voltou à terceira.
Durante a década de 1980, o panorama não seria diferente. O time alternava campanhas na divisão regional, na terceira e, pouquíssimas, na segunda, sempre longe de uma vaga na elite do Campeonato Espanhol.
As coisas só começariam a ganhar contornos mais otimistas nos anos 1990. Logo no primeiro ano, 1990/91, o Villarreal subiu para a segunda divisão e conseguiu, enfim, uma sequência em busca do tão sonhado acesso à primeira divisão.
E ele veio na temporada 1997/98, com uma vitória no confronto direto contra o SD Compostela. Assim, o clube, depois de 65 anos nas divisões inferiores, estreava na elite do futebol espanhol.
Não foi, no entanto, um começo positivo. De cara, o Villarreal ficou na 18ª posição da La Liga e foi rebaixado. Voltaria, porém, em 2000/01, e começaria uma história surpreendente no torneio nacional.
Conseguiu um sétimo lugar logo no primeiro ano depois do retorno, e, dois anos depois, garantiu vaga na Copa da UEFA ao vencer a Copa Intertoto (torneio de pré-temporada que define últimos classificados para a competição europeia).
O melhor, porém, ainda estaria por vir. Na temporada 2004/05, o Villarreal terminou o Campeonato Espanhol na terceira colocação, e conseguiu vaga na Liga dos Campeões da UEFA. Na mais importante competição interclubes do Velho Continente, a equipe chegaria até as semifinais na temporada 2005/06, perdendo para o Arsenal. Feito que alcançou novamente na temporada 2021/22, perdendo para Liverpool.
Dois anos mais tarde, na temporada 2007/08, a equipe alcançou o seu melhor resultado no Campeonato Espanhol da 1ª divisão, ao conquistar o vice-campeonato da competição. O time obteve 77 pontos, ficando apenas 8 pontos atrás do campeão, Real Madrid, e 10 pontos a frente do terceiro colocado, Barcelona.
No período 2010/11, o time disputou UEFA Europa League, chegando à rodada semi-final do torneio, quando foi eliminado pelo FC Porto, que viria a se tornar o vencedor da competição. Na Liga BBVA, o Villarreal conseguiu o 4° lugar, que lhe permitiu a disputa da UEFA Champions League na temporada seguinte.
Em 13 de maio de 2012, após uma derrota por 1–0 para o Atlético de Madrid com gol de Radamel Falcao no El Madrigal, o Villarreal foi rebaixado para a Segunda Divisão após terminar em 18º lugar na temporada 2011/12, depois de 12 anos consecutivos na primeira divisão. Foi uma campanha com três técnicos, após a saída de Santi Cazorla, as lesões de mais de 10 jogadores e a perda de até 16 pontos nos últimos 5 minutos das partidas acabaram rebaixando o time amarelo.

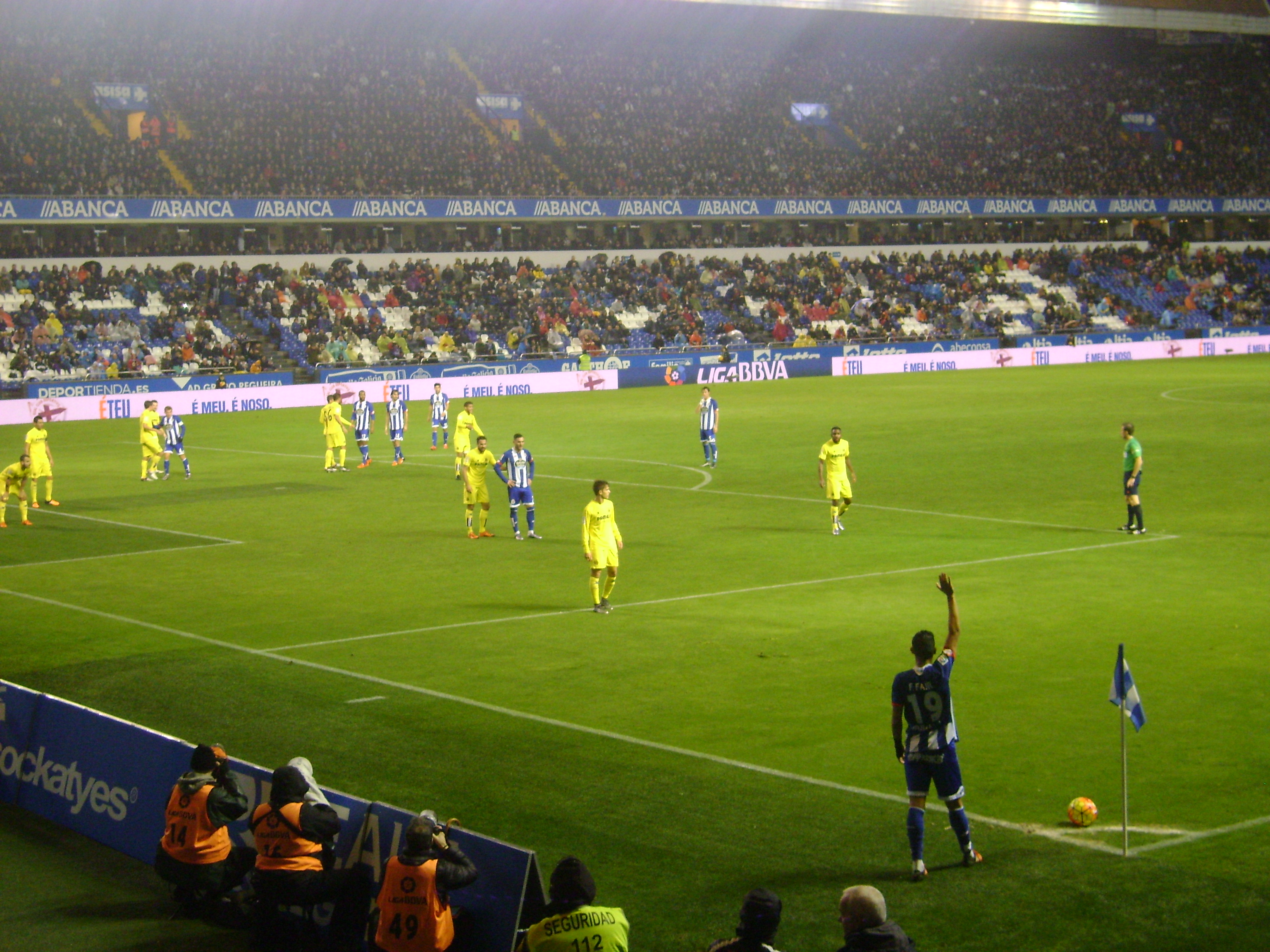
Deportivo de La Coruña x Villarreal CF.

Em 8 de junho de 2013, a equipe garantiu o acesso a La Liga, após uma temporada disputando a Liga Adelante. Com uma campanha de altos e baixos, o time consolidou o vice-campeonato da competição em partida contra a UD Almería. Típica temporada de recuperação, a temporada 2012/13, foi para o clube, um momento de reestruturações. O elenco não dispôs de tantos nomes badalados. Em um verdadeiro misto de juventude e experiência, a equipe pode obter o retorno a primeira divisão. A diretoria comprometeu-se na resolução de problemas financeiros que assolavam o clube e, com o bom resultado dentro de campo, tornou-se um exemplo de administração.
Em 2019/20, o Villarreal terminou em quinto lugar, conquistando uma vaga na Liga Europa da UEFA de 2020/21. A equipe fez uma campanha memorável, avançando para a final depois de derrotar o Arsenal por 2–1 no placar agregado. Enfrentando o favorito Manchester United, o Villarreal empatou em 1–1 após a prorrogação e depois venceu por 11–10 na disputa de pênaltis, conquistando o primeiro grande troféu do clube. Nacionalmente, o time terminou em sétimo lugar, supostamente se classificando para a primeira edição da Liga Conferência Europa da UEFA. No entanto, graças ao seu triunfo, o Villarreal mudou sua participação no ano seguinte na Liga da Conferência inaugural para a Liga dos Campeões de 2021/22.
No início da temporada de 2021/22, o Villarreal disputou a Supercopa da UEFA de 2021 contra o Chelsea em Belfast, que terminou empatada em 1–1 após a prorrogação, mas o Chelsea conseguiu vencer por 6–5 na disputa de pênaltis, pois o capitão Raúl Albiol viu seu pênalti ser defendido pelo goleiro do Chelsea, Kepa Arrizabalaga. Naquela mesma temporada, o Villarreal chegou às semifinais da Liga dos Campeões depois de eliminar a Juventus nas oitavas de final e o Bayern de Munique nas quartas de final, antes de perder por 5–2 no placar agregado para o Liverpool.

## Títulos oficiais
| CONTINENTAIS | CONTINENTAIS                     | CONTINENTAIS | CONTINENTAIS                 |
|              | Competição                       | Títulos      | Temporadas                   |
|              | Liga Europa da UEFA              | 1            | 2020–21                      |
|              | Copa Intertoto da UEFA           | 2            | 2003 e 2004                  |
| NACIONAIS    | NACIONAIS                        | NACIONAIS    | NACIONAIS                    |
|              | Competição                       | Títulos      | Temporadas                   |
| semmdolura   | Campeonato Espanhol — 4ª Divisão | 1            | 1969–70                      |
| TOTAL        | TOTAL                            | TOTAL        | TOTAL                        |
|              | Conquistas                       | Títulos      | Categorias                   |
|              | Títulos oficiais                 | 4            | 3 Continentais e 1 Nacionais |
| ------------ | -------------------------------- | ------------ | ---------------------------- |

 Campeão invicto

### Campanhas notáveis
- Liga dos Campeões da UEFA: Semifinalista em 2005/06 e 2021/22
- Supercopa da UEFA: Vice-campeão em 2021
- Taça Intertoto da UEFA: Vice-campeão em 2002
- La Liga: Vice-campeão em 2007/08
- Copa del Rey: Semifinalista em 2014/15
- Segunda Divisão: Vice-campeão em 2012/13
- Segunda División B: Vice-campeão do Grupo III em 1991/92

## Rivalidades
Ao longo da história o Villarreal tem ostentado grande rivalidade com o CD Castellón, uma vez que ambos os times pertencem a Província de Castellón. Nos últimos anos, todavia, haja vista os bons resultados obtidos pela equipe, o Villarreal tem rivalizado com o Valencia CD, já que os dois clubes têm sido os mais bem sucedidos da Comunidade Valenciana, além de, por um bom tempo, serem também, as únicas equipes da região na Primeira Divisão Espanhola, o nome do confronto entre essas equipes é Derbi de la Comunitat. 

### Mais partidas

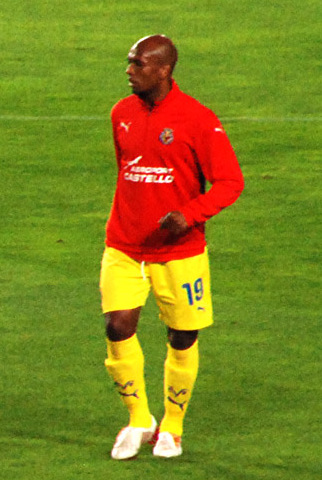
Marcos Senna, o quarto jogador que mais atuou pelo Villarreal

Os jogadores que estão em negrito ainda estão em atividade.
| #  | País             | Nome           | Período                       | Jogos | Gols |
| -- | ---------------- | -------------- | ----------------------------- | ----- | ---- |
| 1  | Espanha          | Manu Trigueros | 2011–2024                     | 476   | 39   |
| 2  | Espanha          | Mario Gaspar   | 2008–2022                     | 425   | 11   |
| 3  | Espanha          | Bruno Soriano  | 2006–2020                     | 424   | 34   |
| 4  | Brasil · Espanha | Marcos Senna   | 2002–2013                     | 363   | 31   |
| 5  | Espanha          | Cani           | 2006–2015                     | 327   | 33   |
| 6  | Espanha          | Santi Cazorla  | 2002–2006 2007–2011 2018–2020 | 325   | 57   |
| 7  | Argentina        | Arruabarrena   | 2000–2007                     | 284   | 14   |
| 8  | Espanha          | Jaume Costa    | 2011–2012 2020–2021           | 267   | 6    |
| 9  | Espanha          | Gerard Moreno  | 2012–2013 2014–2015 2018–     | 292   | 120  |
| 10 | Espanha          | Javi Venta     | 1999–2010 2012–2013           | 260   | 3    |

### Maiores goleadores
Os jogadores que estão em negrito ainda estão em atividade.
| #  | País                           | Nome             | Gols | Jogos | Período                       | Média |
| -- | ------------------------------ | ---------------- | ---- | ----- | ----------------------------- | ----- |
| 1  | Espanha                        | Gerard Moreno    | 120  | 292   | 2012–2013 2014–2015 2018–     | 0,41  |
| 2  | Itália                         | Giuseppe Rossi   | 82   | 192   | 2007–2012                     | 0,42  |
| 3  | Uruguai                        | Diego Forlán     | 59   | 128   | 2004–2007                     | 0,46  |
| 4  | Espanha                        | Santi Cazorla    | 57   | 325   | 2002–2006 2007–2011 2018–2020 | 0,17  |
| 5  | Argentina                      | Riquelme         | 51   | 187   | 2003–2008                     | 0,31  |
| 6  | República Democrática do Congo | Cédric Bakambu   | 48   | 105   | 2015–2017                     | 0,46  |
| 7  | Espanha                        | Víctor Fernández | 45   | 156   | 2000–2004                     | 0,28  |
| 8  | Colômbia                       | Carlos Bacca     | 43   | 145   | 2017–2021                     | 0,30  |
| 9  | Espanha                        | Manu Trigueros   | 39   | 476   | 2011–2024                     | 0,08  |
| 10 | Nigéria                        | Ikechukwu Uche   | 35   | 98    | 2012–2015                     | 0,36  |
| 10 | Brasil                         | Nilmar           | 35   | 116   | 2009–2012                     | 0,30  |

## Manifestações culturais da torcida do Villarreal
- O apelido Submarino Amarelo foi adotado no ano de 1967, após o acesso à Terceira Divisão Espanhola. A celebração da conquista foi feita com a canção "El yellow submarine", de Los Mustang, uma versão de "Yellow Submarine" dos Beatles.
- No estádio é frequente a presença de bandeiras de países americanos como Colômbia, Equador, Argentina ou Brasil.

## Elenco atual
Última atualização: 05 de fevereiro de 2025.

## Estádio
Estadio de la Cerámica (até janeiro de 2017 chamado de El Madrigal), reformado pelo patrocinador, inaugurado em 17 de junho de 1923 com nome de Campo del Villarreal e a partida inaugural foi um confronto entre duas equipes da cidade vizinha e capital da província, Castellón, CD Castellón e Cervantes. Em 1925, passou a se chamar El Madrigal, pois o campo estava localizado no município de mesmo nome. O estádio foi reconstruído em 1999/00 com capacidade para abrigar 23 500 pessoas. Tem dimensões de 105 por 68 metros, está na mesma localização desde seu início, na província de Castellón, a cinco quilômetros do Mar Mediterrâneo. Em 8 de janeiro de 2017, o estádio passou a se chamar Estadio de la Cerámica por motivos de patrocínio e em referência à indústria predominante na província.